# Oberrœdern
Oberrœdern település Franciaországban, Bas-Rhin megyében. Lakosainak száma 509 fő (2022. január 1.). Oberrœdern Aschbach, Hatten, Hoffen, Rittershoffen és Stundwiller községekkel határos.

## Népesség
A település népességének változása:
| Lakosok száma | 547  | 536  | 540  | 525  | 519  | 531  | 524  | 516  | 509  |
|               | 2013 | 2015 | 2016 | 2017 | 2018 | 2019 | 2020 | 2021 | 2022 |